# Santo Adriano de Tuñón
L'abadia de Sant Adrià de Tuñón o Sant Adrià de Tuñón és un temple d'origen preromànic situat a la parròquia asturiana de Tuñón, al conceyu de Sant Adriano (Espanya). Va ser declarat Monument Nacional el 4 de juny de 1931.
L'edifici pertany al període postrairenc de l'art asturià, ja que va ser fundat i dotat per ordre del rei Alfons III el Magne i la seva esposa Ximena el 24 de gener de l'any 891 en presència dels bisbes de Coïmbra, Iria Flavia, Astorga i Oviedo. Estava dedicada als màrtirs Adriano i la seva dona Natalia, les restes de la qual es trobaven a Lleó.

## Descripció
L'església, en què es van emprar com a materials de construcció la maçoneria, i el carreu a les cantonades, és de planta rectangular amb tres naus separades per arcs de mig punt que es recolzen en pilars quadrangulars de pedra i sense capitells. Sobre aquests pilars hi ha arcs de mig punt que sostenen cobertes planes de fusta. Aquestes naus estan cobertes per sostre de fusta a dues aigües. Per sobre de l'absis central, de més altura que la resta, hi ha una habitació a la qual només es pot accedir per l'exterior. Els absis estan coberts amb voltes de mig canó. Hi ha tres capelles a les capçaleres adossades. S'utilitza el maó per a les rosques dels arcs. Per als angles i per a la resta es fa servir maçoneria. Pel que fa als edificis ramirencs seran més decorats i amb decoració visigoda geomètrica i vegetal. També hi ha una influència de l'art oriental.
Es creu que l'abadia benedictina va ser enderrocada per construir el cementiri.

## Reformes
Al llarg de la història va patir diverses reformes, sent la primera el 1108, tal com es pot veure en una làpida que es troba encaixada al mur sud de la nau major.
Entre els segles XVII i XVIII s'hi va afegir una nau que perllongava les originals i es va construir l'actual espadanya i l'imafront.
També van ser notables les reformes entre el 1949 i el 1954 dirigides per Luis Menéndez Pidal, que va redescobrir les seves pintures murals, entre les quals destaquen les de la capella central amb al·legories al Sol i la Lluna. L'últim cop que es va actuar a l'església va ser durant els anys 80 del segle xx.